# Museumsshop

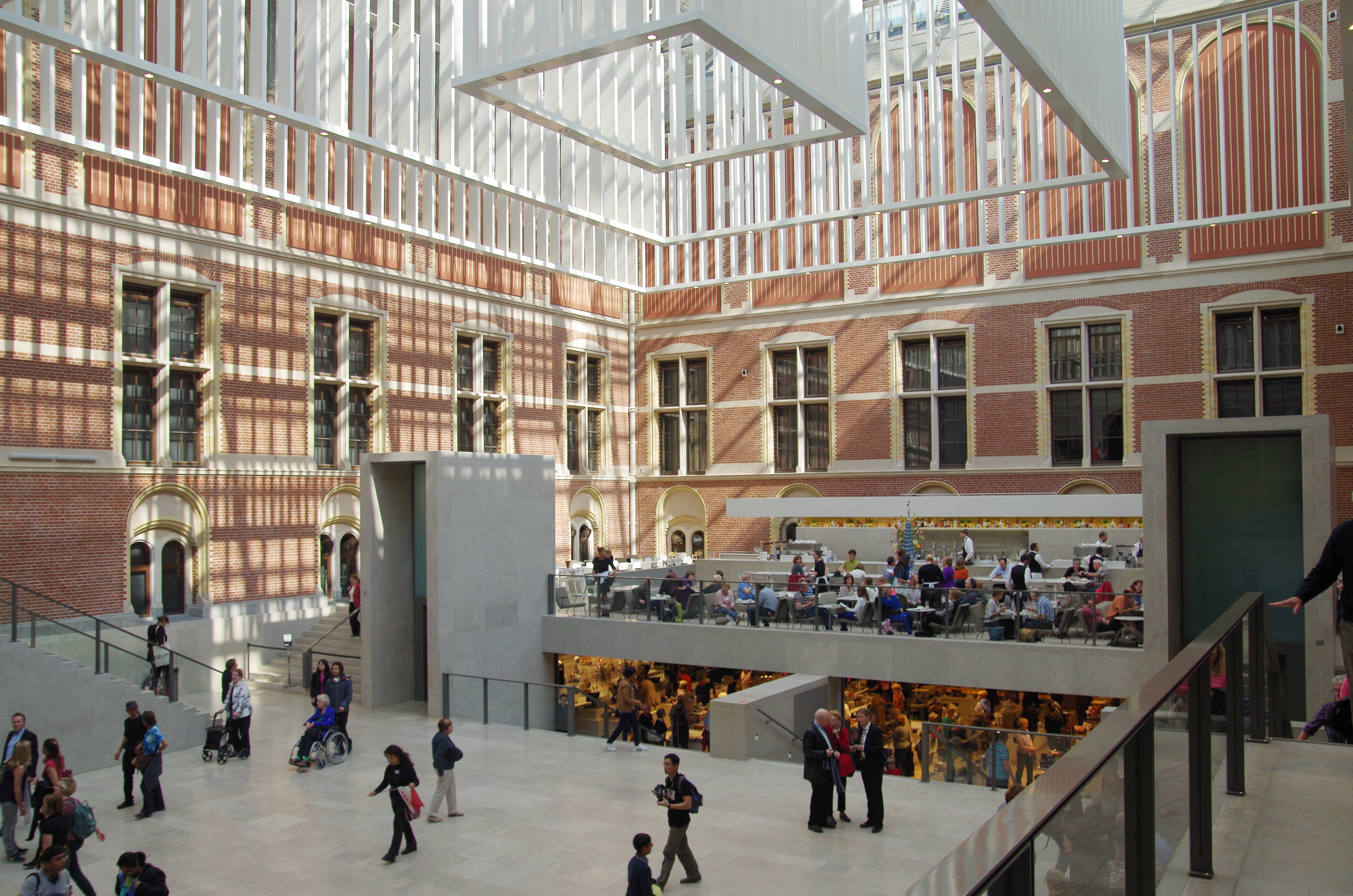
Museumsshop im Amsterdamer Rijksmuseum

Ein Museumsshop oder Museumsladen ist ein Geschäft, das zu einem Museum gehört. Darin werden typischerweise Ausstellungskataloge, Bücher, Reproduktionen von Werken, Ansichtskarten, bedruckte Textilien, Spielzeug und Souvenirs angeboten. Museumsshops gibt es seit dem 20. Jahrhundert: Im New Yorker Metropolitan Museum of Art wurde 1908 ein Geschäft eingerichtet, im Londoner British Museum 1912 ein Postkartengeschäft. Breitflächig wurden Museumsshops (englisch museum shop, museum store, umgangssprachlich meistens: gift shop) in den USA nach dem Zweiten Weltkrieg eingeführt. Künstler und Kuratoren wie Bazon Brock und Bernhard Cella haben Museumsshops in ihre Aktionen einbezogen.

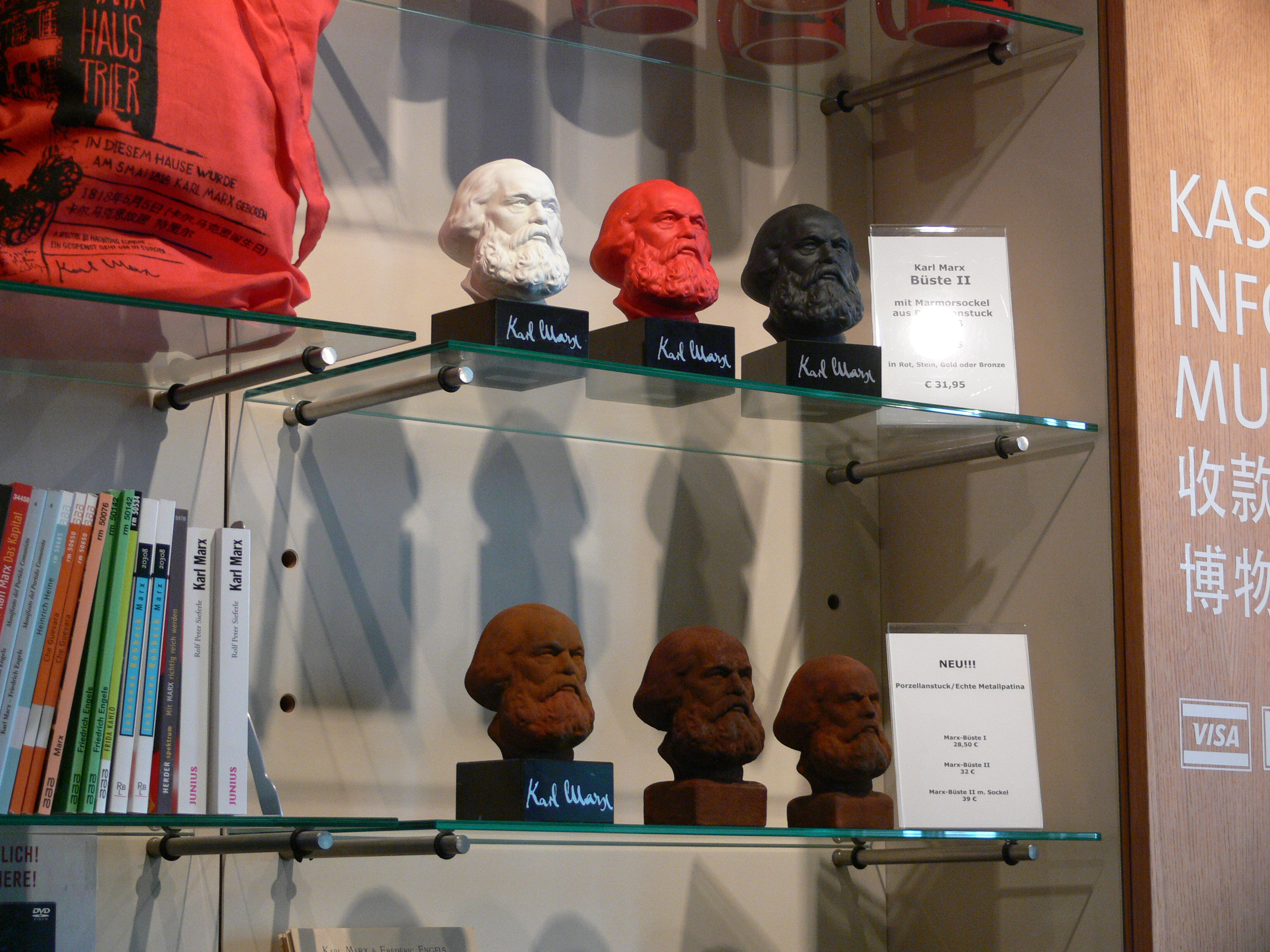
Karl-Marx-Büsten im Museumsshop des Trierer Karl-Marx-Hauses